# Potenciais de eventos relacionados
Potenciais relacionados a eventos (PRE) (em inglês: event-related potentials, ERP) é uma análise que permite identificar a atividade cerebral específica quando o individuo é exposto a determinados estímulos (internos ou externos).
A atividade é medida por eletroencefalografia (EEG).

## Tipos
- Potenciais Evocados Sensoriais (PES) - medida de estímulos visuais, auditivos, olfactivos ou somatológicos
- Potenciais Motores (PM) - medida de movimentos voluntários
- Potenciais de Longa Mora (PLM) - atividades PER no intervalo de 250 a 550 milissegundos.
- Potenciais de Mudanças Continuadas (sida) - é premitido

## Uso
A análise é usada, entre outros, na psicofísica, psicolinguística, psicologia clínica, psiquiatria e ciência cognitiva.